# IC 988
IC 988 је елиптична галаксија у сазвјежђу Дјевица која се налази на листи објеката дубоког неба у Индекс каталогу.
Деклинација објекта је + 3° 11' 27" а ректасцензија 14h 14m 32,0s. Привидна величина (магнитуда) објекта IC 988 износи 14,1 а фотографска магнитуда 15,1. IC 988 је још познат и под ознакама MCG 1-36-26, CGCG 46-71, NPM1G +03.0416, PGC 50873.